# Pigmeia (Marvel Comics)
Pigméia é uma personagem de quadrinhos na Marvel Comics. Sua primeira aparição foi em Alpha Flight v3 #1.

## História
Filha de Eugene Milton Judd, o anão canadense soldado da fortuna, que virou o super-herói conhecido como "Pigmeu", Zuzha Yu demonstrou habilidades sobre-humanas muito cedo, falando ainda no ventre de sua mãe. Por motivos ainda não revelados revelado, Judd foi forçado a abandonar Zuzha quando ela ainda era um bebê. Sem saber a verdadeira identidade de seu pai, quem ela nunca perdoou por ter a abandonado, Zuzha foi criado no Canadá e frequentou Universidade McGill, em Montreal, Quebec.
Algum tempo depois, Zuzha é expulsa da universidade e se ve obrigada a cuidar de si mesma. Ela abre um bar próximo ao campus da universidade. Zuzha costumava usar suas habilidades para acabar com brigas entre os estudantes universitários. Foi após uma dessas brigas de bar que Zuzha foi abordado por Dr. Walter Langowksi, o herói canadense conhecido como Sasquatch, que lhe recrutou para uma nova Tropa Alfa. Embora Zuzha inicialmente tenha recusado a oferta, ela foi obrigada a se juntar à nova equipe, depois de perder uma aposta para Langkowski.
Pouco se sabe sobre seu passado, embora ela parece ter poderes e habilidades semelhantes a seu pai. Mesmo depois que seu pai volta a equipe, ela continua usando "Pigméia" como seu codinome. Ela estava com a tropa quando eles foram aparentemente mortos em batalha com o Coletivo. Sua morte foi confirmada em New Avengers #20.

## Poderes e habilidades
Como seu pai, Zuzha tinha força sobre-humana, velocidade, reflexos, agilidade, coordenação, resistência, e também podia redirecionar a energia cinética.
Ela era excelente na luta corpo-a-corpo.

## Ortografia
De acordo com as novas regras ortográficas da língua portuguesa "Pigméia" não teria mais acento.